# Flavia Maximiana Theodora
Flavia Maximiana Theodora Eutropia Galeria Valeria és Flavius Afranius Hannibalianus leánya, majd Eutropia második házassága után Marcus Maximianus hadvezér, későbbi császár fogadott leánya. Constantius Chlorus felesége. Házassága 293 előtt volt, Diocletianus császár a tárcsászárát (Maximianust) és annak kinevezett caesarját (Constantius) kívánta ilyen módon összekötni. Három fiú és három leánygyermeke született.
Gyermekei: Flavius Iulius Dalmatius, Flavius Iulius Constantius, Flavius Iulius Hannibalianus, Flavia Iulia Constantia, Eutropia és Anastasia. Hannibalianust leszámítva a másik öt gyermek a Római Birodalom történelmében jelentős szerepet játszott. Három „bíborbanszületett” fia ellenére Constantius trónját a házassága előtti ágyasától született Flavius Aurelius Constantinus szerezte meg. Constantius 305-ben meghalt, Theodoráról ezután nincs adat, valószínűleg ő is hamarosan meghalt.